# ملودی توماس اسکات
 ملودی توماس اسکات (انگلیسی: Melody Thomas Scott؛ زادهٔ ۱۸ آوریل ۱۹۵۶) یک هنرپیشه اهل ایالات متحده آمریکا است.